# Achim (bei Wolfenbüttel)
Achim (bei Wolfenbüttel) este o comună din landul Saxonia Inferioară, Germania.